# 高等女学校令
高等女学校令（こうとうじょがっこうれい、明治32年2月7日勅令第31号）とは、女子に必要な中等教育を行うことを目的とし、高等女学校に関して規定した勅令である。
1899年（明治32年）2月7日に公布され、同年4月1日に施行された。全20条からなる。

## 概要
高等女学校令は従来、中学校令（明治19年勅令第15号）14条および高等女学校規程（明治28年文部省令第1号）に基づく尋常中学校の一種として設置された高等女学校について新たに独立した勅令を定めて、その内容を充実拡大させたものである。

## 内容
北海道および府県に高等女学校の設置義務を課した（第2条）。郡市町村立、町村学校組合立の高等女学校を設置することができ、郡市町村立の高等女学校を府県立の高等女学校に代用することもできる。また、私立の高等女学校を設置することができる。
修業年限は4年（3年または5年にすることも可能）とする。また、修業年限2年以内の補習科を設置することができる（第9条）。
入学資格は、高等小学校2年課程の修了者（12歳以上）とする（第10条）。
学科は、技芸専修科が設置され（第11条）、卒業生を対象に専攻科の設置が可能（第12条）。
公立の高等女学校では授業料を徴収しなければならないとされた（第17条）。

## 一部改正
- 1907年（明治40年）7月18日 - 「高等女学校令中改正ノ件」（明治40年勅令第281号）を公布。同年8月1日施行。
  - 修業年限1年の伸縮（3年または5年）を認めていた従来の規定を改め、1年の延長だけを認める（つまり、短縮は認めない）こととして、修業年限4年を基本に、4年か5年の2種類とする。
  - 義務年限の延長[3]に伴い、入学資格を12歳以上で尋常小学校卒業者と改める。
- 1910年（明治43年）10月26日 -「高等女学校令中改正ノ件」（明治43年勅令第424号）を公布。翌1911年（明治44年）4月1日施行。
  - 主に家政（家庭科）に関する学科目を修める者のために実科を設置し、実科のみを置く高等女学校を「実科高等女学校」と称する。実科の修業年限は、入学資格により3種類とする。
    - 尋常小学校卒業程度（12歳以上）を入学資格とする場合は4年
    - 高等小学校第1学年修了程度（13歳以上）を入学資格とする場合には3年
    - 修業年限2年の高等小学校卒業程度（14歳以上）を入学資格とする場合には2年、ただしこの場合には1年を延長することもできる。

  - 実科高等女学校は土地の情況に応じて、高等小学校に附設することもできる。
- 1920年（大正9年）7月6日 -「高等女学校令中改正ノ件」（大正9年勅令第199号）を公布。
  - 「女子ニ須要ナル高等普通教育ヲ為スヲ以テ目的トス」という従来の規定に「特二国民道徳ノ養成二カメ婦徳ノ涵養二留意スヘキモノトス」を付加。
  - 市町村学校組合も高等女学校を設置することができる。
  - 修業年限は5年を基本とし、4年の課程を置くこともできる。土地の状況によっては3年とすることもできる。
  - 従来の専攻科に加え、高等女学校卒業者に対して高等科（修業年限2～3年）を設置することができる。
- 1941年（昭和16年）3月1日 -「高等女学校令中改正ノ件」（昭和16年勅令第150号）を公布。
  - 国民学校令（昭和16年勅令第148号）に基づき、尋常小学校を国民学校初等科に、高等小学校を国民学校高等科に改める。

## 廃止
- 1943年（昭和18年）4月1日 - 中等学校令（昭和18年勅令第36号）の施行に伴い、廃止。